# 1971
1971. је била проста година.

## Догађаји

### Јануар
- 14. јануар — Седамнаест бразилских политичких затвореника су пуштени на слободу у Сантијагу, Чиле; Ђовани Енрико Бушер је ослобођен 16. јануара.
- 15. јануар — Асуанска брана у Египту је званично отворена.
- 19. јануар — Представници 23 западних нафтних компанија су отпочели преговори са ОПЕК-ом из Техерана за стабилизацију цена нафте.
- 25. јануар — Генерал Иди Амин је војним ударом оборио с власти председника Уганде Милтона Оботеа и потом се прогласио за председника.
- 31. јануар — Између Источног и Западног Берлина успостављен је ограничени телефонски саобраћај, први пут после 19 година.

### Фебруар
- 5. фебруар — Аполо 14 слеће на месец.
- 7. фебруар — Жене у Швајцарској референдумом добиле право гласа на државним изборима, али не у свим кантонима.
- 7. фебруар — Владислав Гомулка је избачен из Централног савета Пољске комунистичке партије.
- 8. фебруар — АРВН и америчка авијација упадају у Демократску Народну републику Лаос да би зауставили инфилтрације из Северног Вијетнама.
- 11. фебруар — Представници 63 земље потписали су споразум о забрани складиштења нуклеарног оружја на дну мора и океана.
- 15. фебруар — Белгијски пољопривредници протестују доневши 3 живе краве, како би спречили састанак Европске економске заједнице у Бриселу.
- 26. фебруар — Генерални секретар У Тант је потписао проглас Уједињених нација и прогласио дан пролећне равнодневице као Дан планете Земље.

### Март
- 8. март — У Медисон сквер гардену Џо Фрејзер је савладао Мохамеда Алија у борби која ће бити названа борба века.
- 26. март — Шеик Муџибур Рахман прогласио Источни Пакистан независном државом Бангладеш.

### Април
- 7. април — У Стокхолму извршен атентат на југословенског амбасадора Владимира Роловића.

### Јун
- 30. јун — Совјетски космонаути Георгиј Добровољски, Владислав Волков и Виктор Патсајев су погинули приликом приземљења свемирског брода Сојуз 11, који је у орбити око Земље провео рекордних 570 часова и 22 минута.

### Јул
- 18. јул — Шест емирата у Персијском заливу: Абу Даби, Дубаи, Шарџа, Ум ел Кајвејн и Фуџејра склопило је споразум о оснивању федерације Уједињени Арапски Емирати.
- 30. јул — Амерички васионски брод Фалкон из мисије „Аполо 15“ са космонаутима Дејвидом Скотом и Џејмсом Ирвином и првим лунарним ровером спустио се на Месец.
- 30. јул — У судару јапанског борбеног авиона F-86 и путничког авиона боинг 727 погинуле 162 особе.

### Август
- 14—20. август — Станфордски затворски експеримент

### Октобар
- 25. октобар — Генерална скупштина Уједињених нација одлучила да прими Кину у светску организацију и да искључи Тајван.

### Новембар
- 23. новембар — Кина је постала стална чланица Савета безбедности Уједињених нација.
- 24. новембар — Након што је преузео откупнину од 200.000 америчких долара, отмичар знан као Ден Купер је искочио падобраном из степеништа на крају авиона који је отео изнад Пацифичког Северозапада и нестао.
- 28. новембар — Припадници палестинске терористичке организације Црни септембар убили су јорданског премијера Васфија ел Тела у Каиру, где је допутовао ради учешћа на Арапској конференцији.

### Децембар
- 1. децембар — У Карађорђеву, одржана 21. седница Председништва СКЈ којом је руководио Јосип Броз Тито, челници Савеза комуниста Хрватске — Мика Трипало и Савка Дабчевић-Кучар, поднели оставке на своје положаје због афере МАСПОК.
- 2. децембар — Од шест емирата у Персијском заливу, Абу Дабија, Дубаија, Шарџе, Аџмана, Ум ел Кајвејнa и Фуџејра основана федерација Уједињених Арапских Емирата.
- 3. децембар — Нападом пакистанског ваздухопловства на индијске аеродроме почео је Индијско-пакистански рат.

### Датум непознат
- Википедија:Непознат датум — Одржан је међународни шаховски турнир под називом „Аљехинов меморијални турнир у Москви”, Совјетски Савез. Победници су били Анатолиј Карпов и Леонид Штајн.

## Рођења

### Јануар
- 1. јануар — Милан Јовановић, српски цртач стрипова
- 2. јануар — Слободан Комљеновић, српски фудбалер и фудбалски тренер[1]
- 2. јануар — Марко Стојановић, српски глумац, комичар и пантомимичар[2]
- 7. јануар — Џереми Ренер, амерички глумац[3]
- 11. јануар — Мери Џеј Блајџ, америчка музичарка и глумица[4]
- 11. јануар — Миле Кекин, хрватски музичар и глумац, најпознатији као певач групе Хладно пиво[5]
- 14. јануар — Андонис Никополидис, грчки фудбалер и фудбалски тренер[6]
- 15. јануар — Реџина Кинг, америчка глумица и редитељка[7]
- 16. јануар — Серђи Бругера, шпански тенисер[8]
- 17. јануар — Лил Џон, амерички музичар, музички продуцент и ди-џеј[9]
- 17. јануар — Кид Рок, амерички музичар, музички продуцент и глумац[10]
- 18. јануар — Пеп Гвардиола, шпански фудбалер и фудбалски тренер[11]
- 18. јануар — Џонатан Дејвис, амерички музичар, најпознатији као фронтмен групе Korn[12]
- 18. јануар — Кристијан Фитипалди, бразилски аутомобилиста, возач Формуле 1[13]
- 26. јануар — Доријан Грегори, амерички глумац[14]
- 26. јануар — Бојан Жировић, српски глумац[15]
- 31. јануар — Патрисија Веласкез, венецуеланска глумица и модел[16]

### Фебруар
- 1. фебруар — Златко Заховић, словеначки фудбалер[17]
- 1. фебруар — Мајкл Си Хол, амерички глумац[18]
- 4. фебруар — Фатмир Лимај, албански политичар
- 6. фебруар — Радован Радаковић, српски фудбалски голман и фудбалски тренер (прем. 2022)[19]
- 11. фебруар — Дејмијан Луис, енглески глумац[20]
- 16. фебруар — Игор Лазић Нигор, црногорски музичар
- 17. фебруар — Дениз Ричардс, америчка глумица и модел[21]
- 18. фебруар — Сајмон Линдон, аустралијски глумац[22]
- 20. фебруар — Јари Литманен, фински фудбалер[23]
- 24. фебруар — Педро де ла Роса, шпански аутомобилиста, возач Формуле 1[24]
- 25. фебруар — Шон Астин, амерички глумац, редитељ и продуцент[25]
- 25. фебруар — Данијел Паутер, канадски музичар[26]

### Март
- 2. март — Метод Мен, амерички хип-хоп музичар[27]
- 4. март — Јован Станковић, српски фудбалер и фудбалски тренер[28]
- 7. март — Питер Сарсгард, амерички глумац[29]
- 8. март — Миодраг Рајковић, српски кошаркашки тренер
- 10. март — Џон Хам, амерички глумац[30]
- 12. март — Драгутин Топић, српски атлетичар (скакач увис)[31]
- 13. март — Анабет Гиш, америчка глумица[32]
- 13. март — Адина Портер, америчка глумица[33]
- 18. март — Милан Чучиловић, српски глумац[34]
- 19. март — Нађа Ојерман, немачки модел[35]
- 23. март — Александар Џикић, српски кошаркашки тренер[36]
- 25. март — Шерил Свупс, америчка кошаркашица и кошаркашка тренеркиња
- 26. март — Рене Стабс, аустралијска тенисерка
- 27. март — Дејвид Култард, шкотски аутомобилиста, возач Формуле 1
- 29. март — Вељко Ускоковић, црногорски ватерполиста[37]
- 30. март — Карлтон Мајерс, италијанско-енглески кошаркаш
- 31. март — Јуан Макгрегор, шкотски глумац и редитељ[38]

### Април
- 2. април — Тод Вудбриџ, аустралијски тенисер[39]
- 9. април — Жак Вилнев, канадски аутомобилиста, возач Формуле 1[40]
- 12. април — Драган Вукчевић, црногорски кошаркаш[41]
- 12. април — Шанен Доерти, америчка глумица, продуценткиња и редитељка (прем. 2024)[42]
- 13. април — Чедомир Јовановић, српски политичар
- 15. април — Бранка Јовановић, српска рукометашица
- 16. април — Наташа Зверева, белоруска тенисерка[43]
- 16. април — Селена, америчко-мексичка музичарка, глумица, модел и модна дизајнерка (прем. 1995)[44]
- 18. април — Дејвид Тенант, шкотски глумац[45]
- 24. април — Ђорђе Ђурић, српски одбојкаш[46]
- 25. април — Владимир Ђокић, српски кошаркаш и кошаркашки тренер[47]
- 27. април — Артурас Карнишовас, литвански кошаркаш[48]
- 27. април — Александар Кнежевић Кнеле, српски криминалац (прем. 1992)
- 28. април — Бриџет Мојнахан, америчка глумица и модел[49]

### Мај
- 1. мај — Ненад Перуничић, српски рукометаш и рукометни тренер[50]
- 6. мај — Тил Бронер, немачки џез музичар[51]
- 6. мај — Крис Шифлет, амерички музичар, најпознатији као гитариста групе [52]
- 14. мај — Софија Копола, америчка глумица, режисерка, сценаристкиња и продуценткиња[53]
- 14. мај — Радмила Томовић, српска глумица[54]
- 18. мај — Нина Бједов, српска кошаркашица[55]
- 25. мај — Џастин Хенри, амерички глумац[56]
- 27. мај — Пол Бетани, енглески глумац[57]
- 30. мај — Идина Мензел, америчка глумица и музичарка[58]
- 30. мај — Данкан Џоунс, енглески редитељ, сценариста и продуцент[59]

### Јун
- 3. јун — Луиђи ди Бјађо, италијански фудбалер и фудбалски тренер[60]
- 3. јун — Габор Сагмајстер, српски мотоциклиста[61]
- 5. јун — Марк Волберг, амерички глумац, продуцент, музичар и модел[62]
- 8. јун — Крис Естес, амерички музичар, најпознатији као басиста групе
- 8. јун — Марк Фојерстин, амерички глумац, редитељ, сценариста и продуцент[63]
- 15. јун — Ненад Сакић, српски фудбалер и фудбалски тренер[64]
- 16. јун — Тупак Шакур, амерички глумац, хип хоп музичар и песник (прем. 1996)[65]
- 17. јун — Паулина Рубио, мексичка музичарка, глумица и модел[66]
- 21. јун — Анет Олсон, шведска музичарка, најпознатија као певачица групе [67]
- 22. јун — Мери Лин Рајскуб, америчка глумица[68]
- 27. јун — Сержињо, бразилски фудбалер[69]
- 28. јун — Фабјен Бартез, француски фудбалски голман[70]
- 28. јун — Илон Маск, јужноафричко-амерички предузетник, инвеститор и инжењер
- 30. јун — Моника Потер, америчка глумица[71]

### Јул
- 1. јул — Миси Елиот, америчка музичарка, музичка продуценткиња и плесачица[72]
- 1. јул — Џулијана Николсон, америчка глумица[73]
- 1. јул — Мелиса Питерман, америчка глумица[74]
- 3. јул — Џулијан Асанж, аустралијски новинар и активиста, оснивач интернет сајта Викиликс
- 3. јул — Бенедикт Вонг, енглески глумац
- 3. јул — Гаврило Пајовић, црногорски кошаркаш[75]
- 6. јул — Млађан Шилобад, српски кошаркаш[76]
- 14. јул — Хауард Веб, енглески фудбалски судија
- 15. јул — Данијела Мартиновић, хрватска музичарка
- 16. јул — Кори Фелдман, амерички глумац
- 18. јул — Пени Хардавеј, амерички кошаркаш и кошаркашки тренер[77]
- 19. јул — Виталиј Кличко, украјински боксер и политичар[78]
- 20. јул — Сандра Оу, канадска глумица[79]
- 21. јул — Шарлот Генсбур, енглеско-француска глумица и музичарка[80]
- 24. јул — Дино Бађо, италијански фудбалер[81]
- 31. јул — Владимир Кузмановић, српски кошаркаш[82]

### Август
- 7. август — Грегор Фучка, италијанско-словеначки кошаркаш и кошаркашки тренер[83]
- 10. август — Рој Кин, ирски фудбалер и фудбалски тренер[84]
- 10. август — Џастин Теру, амерички глумац, сценариста, продуцент и режисер[85]
- 12. август — Пит Сампрас, амерички тенисер
- 12. август — Михаило Увалин, српски кошаркашки тренер[86]
- 19. август — Светлана Спајић, српска певачица традиционалне музике, педагошкиња, културна активисткиња и преводитељка[87]
- 19. август — Мери Џо Фернандез, америчка тенисерка
- 21. август — Лијам Хаулет, енглески музичар и музички продуцент, суоснивач групе
- 22. август — Ричард Армитиџ, енглески глумац[88]
- 22. август — Војин Ћетковић, српски глумац[89]
- 23. август — Деметрио Албертини, италијански фудбалер[90]
- 25. август — Душан Станковић, српски учитељ
- 26. август — Талија, мексичка музичарка и глумица[91]
- 27. август — Миљан Гољовић, српско-словеначки кошаркаш[92]
- 29. август — Карла Гуџино, америчка глумица[93]
- 29. август — Кендис Кејн, америчка глумица и уметница[94]
- 30. август — Звонко Милојевић, српски фудбалски голман[95]
- 31. август — Крис Такер, амерички глумац[96]

### Септембар
- 1. септембар — Хакан Шукур, турски фудбалер[97]
- 2. септембар — Марина Степнова, руска књижевница и преводитељка
- 3. септембар — Паоло Монтеро, уругвајски фудбалер и фудбалски тренер[98]
- 6. септембар — Долорес О’Риордан, ирска музичарка (прем. 2018)[99]
- 8. септембар — Дејвид Аркет, амерички глумац, редитељ, сценариста, продуцент, модни дизајнер и рвач[100]
- 8. септембар — Мартин Фриман, енглески глумац[101]
- 10. септембар — Братислав Мијалковић, српски фудбалер[102]
- 12. септембар — Јунес ел Ајнауи, марокански тенисер[103]
- 13. септембар — Горан Иванишевић, хрватски тенисер и тениски тренер[104]
- 13. септембар — Стела Макартни, енглеска модна дизајнерка
- 15. септембар — Вејн Фереира, јужноафрички тенисер[105]
- 16. септембар — Ејми Полер, америчка глумица, комичарка, сценаристкиња, продуценткиња и редитељка[106]
- 17. септембар — Саша Марковић, српски фудбалер[107]
- 17. септембар — Адријана Скленаржикова, словачка глумица и модел[108]
- 18. септембар — Ленс Армстронг, амерички бициклиста
- 18. септембар — Џејда Пинкет Смит, америчка глумица и музичарка[109]
- 19. септембар — Сана Лејтан, америчка глумица[110]
- 20. септембар — Хенрик Ларсон, шведски фудбалер и фудбалски тренер[111]
- 21. септембар — Лук Вилсон, амерички глумац[112]
- 21. септембар — Зоран Мирковић, српски фудбалер и фудбалски тренер[113]
- 29. септембар — Танока Бирд, амерички кошаркаш[114]
- 30. септембар — Џена Елфман, америчка глумица[115]

### Октобар
- 5. октобар — Никола Рицоли, италијански фудбалски судија
- 5. октобар — Дерик Шарп, америчко-израелски кошаркаш[116]
- 6. октобар — Емили Мортимер, енглеска глумица[117]
- 13. октобар — Саша Барон Коен, енглески глумац, комичар, сценариста и филмски продуцент[118]
- 14. октобар — Жорже Коста, португалски фудбалер и фудбалски тренер (прем. 2025)
- 15. октобар — Нико Ковач, хрватски фудбалер и фудбалски тренер[119]
- 20. октобар — Дени Миног, аустралијска музичарка, плесачица, глумица, модна дизајнерка и ТВ водитељка[120]
- 20. октобар — Снуп Дог, амерички хип-хоп музичар, музички продуцент и глумац[121]
- 20. октобар — Еди Џоунс, амерички кошаркаш[122]
- 21. октобар — Никола Дамјанац, српски фудбалски голман
- 22. октобар — Корнел Давид, мађарски кошаркаш[123]
- 22. октобар — Томислав Ерцег, хрватски фудбалер[124]
- 22. октобар — Аманда Куцер, јужноафричка тенисерка[125]
- 26. октобар — Роузмари Девит, америчка глумица[126]
- 27. октобар — Теодорос Загоракис, грчки фудбалер и политичар[127]
- 29. октобар — Винона Рајдер, америчка глумица и филмска продуценткиња[128]
- 31. октобар — Алфонсо Форд, амерички кошаркаш (прем. 2004)[129]

### Новембар
- 3. новембар — Унаи Емери, шпански фудбалер и фудбалски тренер[130]
- 3. новембар — Двајт Јорк, фудбалер из Тринидада и Тобага[131]
- 3. новембар — Дилан Моран, ирски комичар, глумац и сценариста[132]
- 10. новембар — Биг Пан, амерички хип хоп музичар (прем. 2000)
- 10. новембар — Волтон Гогинс, амерички глумац[133]
- 11. новембар — Горан Ђоровић, српски фудбалер и фудбалски тренер[134]
- 21. новембар — Срна Ланго, српска глумица[135]
- 25. новембар — Весна Вукелић Венди, српска турбо-фолк певачица[136]
- 25. новембар — Кристина Еплгејт, америчка глумица[137]
- 26. новембар — Борис Миливојевић, српски глумац[138]
- 27. новембар — Ник ван Ексел, амерички кошаркаш и кошаркашки тренер[139]
- 27. новембар — Рајко Јокановић, српски одбојкаш[140]
- 28. новембар — Андрија Ђогани, српски играч и певач

### Децембар
- 2. децембар — Франческо Толдо, италијански фудбалски голман[141]
- 3. децембар — Хенк Тимер, холандски фудбалер[142]
- 6. децембар — Рихард Крајичек, холандски тенисер[143]
- 16. децембар — Пол ван Дајк, немачки ди-џеј, музичар и музички продуцент
- 17. децембар — Игор Кокошков, српски кошаркашки тренер
- 17. децембар — Артур Петросјан, јерменски фудбалер и фудбалски тренер[144]
- 17. децембар — Антоан Ригодо, француски кошаркаш и кошаркашки тренер[145]
- 18. децембар — Аранча Санчез Викарио, шпанска тенисерка[146]
- 23. децембар — Кори Хејм, канадски глумац (прем. 2010)[147]
- 24. децембар — Рики Мартин, порторикански музичар и глумац
- 25. децембар — Дајдо, енглеска музичарка[148]
- 25. децембар — Бобан Рајовић, црногорско-српски певач
- 25. децембар — Ноел Хоган, ирски музичар и музички продуцент, најпознатији као суоснивач и гитариста групе [149]
- 26. децембар — Џаред Лето, амерички глумац, режисер и музичар[150]
- 26. децембар — Татјана Сороко, руски модел и модна новинарка[151]

## Смрти

### Јануар
- 6. јануар — Филип Тис, белгијски бициклиста. (*1889)
- 10. јануар — Коко Шанел, француска модна креаторка
- 14. јануар — Александар Соловјев, руски историчар и српски научник. (*1890)
- 26. јануар — Херман Хот, генерал нацистичке Немачке. (*1885)[152]

### Март
- 8. март — Харолд Лојд, амерички глумац[153]

### Април
- 15. април — Владимир Роловић, учесник Народноослободилачке борбе, генерал-мајор ЈНА у резерви, народни херој Југославије, амбасадор СФРЈ. (*1916)

### Јул
- 3. јул — Џим Морисон, амерички рок певач[154]
- 4. јул — Ђерђ Лукач, мађарски филозоф и књижевни критичар. (*1885)[155]

### Август
- 17. август — Вилхелм Лист, немачки фелдмаршал

### Септембар
- 11. септембар — Никита Хрушчов, совјетски политичар

## Нобелове награде
- Физика — Денис Габор
- Хемија — Герхард Херцберг
- Медицина — Ерл В. Садерланд млађи
- Књижевност — Пабло Неруда
- Мир — Вили Брант (Немачка)
- Економија — Сајмон Кузнец (САД)